# 정시아
정시아(본명: 박현정, 1981년 8월 29일~)는 대한민국의 배우이다.

## 학력
- 서울구로초등학교 (졸업)
- 신도림중학교 (졸업)
- 덕성여자고등학교 (졸업)
- 세종대학교 연극영화학과 (졸업)

## 생애
본래 1983년생이라고 데뷔하여 1983년생이라고 알려졌으나, 2008년 7월 5일 방영된 《무한도전》에서 스스로 닭띠(1981년생)라고 밝혔고, 《무한걸스》에서도 여러차례 본 나이를 밝혔다. 무한걸스를 통해 2008년《무한걸스 가수되기 프로젝트》 대표곡 〈상상〉(원곡 : 송은이 〈상상〉) 앨범도 냈다. 2011년 1월 13일 방영된 《해피투게더》에서도 1980년생인 신봉선보다 한살 어리다고 밝혔다.

## 가족
2009년 3월 7일 배우 백윤식의 아들 백도빈과 결혼하였으며, 1남 1녀를 두고 있다.

## 출연 작품

### 드라마
- 1999년 KBS2 토요드라마 《학교 2》 ...  이수미 역 (10회 특별출연)
- 2003년 MTV 《생방송 내친구 MTV》[2]
- 2004년 MBC 일요시트콤 《두근두근 체인지》 ...  신비 역[3]
- 2005년 SBS 아침드라마 《진주귀걸이》 ... 한서정 역
- 2007년 iHQ DRAMA 《연애의 재구성 - 내 여자친구는 10%》
- 2007년 SUPER ACTION 《도시괴담 데자뷰》 ...  segment 동창생 김수진 역
- 2008년 OCN 《색다른 동거》 ... 귀신 수아 역
- 2008년 OCN 《여사부일체》 ... 김효영 역
- 2011년 SBS 아침드라마 《미쓰 아줌마》 ... 왕새미 역
- 2011년 KBS1 《TV 문학관 - 등신불》 ... 여옥 역
- 2013년 MBC 일일드라마 《구암 허준》 ... 인빈 김씨 역
- 2013년 KBS1 일일드라마 《사랑은 노래를 타고》 ... 공정자 역
- 2014년 SBS 주말 미니시리즈 《모던파머》 ... 유미영 역 (6회~20회)
- 2016년 MBC 에브리원 《웹툰히어로 툰드라쇼 시즌 2》 ... 계나리 역
- 2016년 KBS1 일일드라마 《별난가족》 ... 장영실 역
- 2017년 SBS 월요드라마 《초인가족 2017》 ... 고서영 역
- 2018년 MBC 수목드라마 《내 뒤에 테리우스》 ... 봉선미 역
- 2019년 Netflix 《첫사랑은 처음이라서》
- 2019년 SBS 금토드라마 《열혈사제》 ... 매각교 신자 역 (특별출연)
- 2019년 MBC 주말 특별기획 《황금정원》 ... 오미주 역
- 2020년 채널A 금토드라마  《거짓말의 거짓말》 ... 강지경 역
- 2023년 MBC 금토드라마 《열녀박씨 계약결혼뎐》 ... 오현정 역

### 영화
- 2006년 《원탁의 천사》 박현정 역
- 2015년 《살인캠프》 영은 역

## 예능
- 2004년 MBC 《행복주식회사》
- 2004년 KBS2 《TV는 사랑을 싣고》 게스트
- 2007년 KM 《Oh Sweet time》 (O.S.T) MC
- 2007년 MBC 에브리원 《무한걸스》 ‘융통성 없는 시아’라는 별명을 얻음
- 2008년 KBS2 《해피선데이 - 꼬꼬관광 싱글♥싱글》 상품소개 나레이션 겸임
- 2008년 Olive 《올리브'데뷰》 고정패널
- 2010년 SBS 《하하몽쇼》 고정패널
- 2010년 중앙일보 QTV 《여자만세》 결혼 및 출산 이후 첫 예능 고정 출연
- 2010년 SBS funE 《철퍼덕 하우스 시즌2 더 퀸》 진행
- 2010년 STORY ON 《따라하면 나도 부자 시즌 1》 공동 MC
- 2011년 STORY ON 《신나계》 공동 MC
- 2011년 STORY ON 《따라하면 나도 부다 시즌 2》 공동 MC
- 2012년 MBC 《공감토크쇼 놀러와》 고정패널
- 2014년 SBS 《오! 마이 베이비》 고정
- 2016년 SBS 《동상이몽, 괜찮아 괜찮아》 게스트
- 2017년 TV조선 《매직 컨트롤》 고정패널
- 2018년 tvN 《둥지탈출 시즌 3》 공동 MC
- 2018년 MBC 《미스터리 음악쇼 복면가왕》 참가자 (상암동 장인이 한 땀 한 딴 자개아가씨)
- 2018년 tvN 《나의 영어사춘기 100시간》
- 2018년 MBC 《문제는 없다》
- 2018년 tvN 다큐멘터리 《tvN Shift》 출연
- 2020년 KBS1 《재난탈출 생존왕》 고정패널
- 2021년 KBS2 《신상출시 편스토랑》 특별출연
- 2022년 SBS funE 《올 댓 뮤즈 3》 출연

## 뮤직비디오
- 2004년 3 Boys <애원>
- 서문탁 <이별 후>
- 2006년 The A.D <사랑을 밀어내고>
- 김현성 <머리로 맘을 누르죠>
- 손호영 <하늘에 내 마음이>

## 유행어
- 2004년 MBC《행복주식회사》 기대되요 ~

## 수상 및 후보
| 연도 | 시상식           | 부문                           | 작품     | 결과 |
| ---- | ---------------- | ------------------------------ | -------- | ---- |
| 2008 | MBC 방송연예대상 | 쇼/버라이어티 부문 여자 신인상 | 놀러와   | 후보 |
| 2019 | MBC 연기대상     | 일일/주말 드라마 여자 조연상   | 황금정원 | 수상 |